# 松本幸雄
松本 幸雄（まつもと ゆきお、1974年11月4日 - ）は、北海道函館市出身の元ラグビー選手。ポジションはフランカー。身長 180 cm、体重 97 kg。

## 来歴
函館大有斗高では、三浦栄司の指導を受けて全国高等学校ラグビーフットボール大会に出場し、主将を務めた。
高校卒業後は明治大へ進学、1996年度では主将も務め、同年度の第33回全国大学ラグビーフットボール選手権大会には優勝を果たした。
大学卒業後は清水建設ブルーシャークスへ入団した。